# 팝 팀 에픽
《팝 팀 에픽》(ポプテピピック 포푸테피핏쿠[*],POP TEAM EPIC)은 오카와 부쿠부의 네 컷 만화이다. 망가 라이프 WIN에서 2014년부터 연재 중이다.
캐치프레이즈는 ‘놀라 자빠질 쓰레기 네 컷 만화!!(とびっきりのクソ4コマ!!)’.

## 요약
타케쇼보의 웹코믹 사이트 "망가라이프WIN"에서 2014년 8월 29일부터 연재를 개시하여, SNS를 중심으로 인기를 모았다. 작품 내용은 주로 그 시기에 유행하는 소재나 1990년대 이후의 애니메이션 및 게임, 드라마 등이 패러디 되고 있으며, 그중에서도 출판사인 타케쇼보를 때려서 파괴하는 에피소드나, 타케쇼보를 폭력단에 비유하는 에피소드는 평가가 높으며, 검색 추천에서 상위를 기록하는 등의 영향을 주었다. 또한, 같은 출판사의 "망가라이브" 2015년 1월호, 2월호에서는 권말 목차 페이지에 게스트 작품으로써 게재되었다.
2015년 11월 7일에 연재 중단되었으나, 단행본 발매에 맞추어 동년 12월 7일에 신작 에피소드 "포푸테피 극장판"을 한정공개했다. 그러나 접속이 과하게 집중되어, 동년 12월 24일에 재공개되었다.
작가인 오오카와는 2016년 2월 18일부터 같은 사이트에서 신작 러브 코미디 만화 《☆색 걸 드롭》(☆色（ほしいろ）ガールドロップ 호시이로가루도롯푸[*])를 연재 개시. 하지만 그것은 속임수였으며, 신작의 정체는 《팝 팀 에픽 세컨드 시즌》(ポプテピピック セカンドシーズン 포푸테피핏쿠 세칸도시즌[*])임이 다음날인 19일에 밝혀지고, 연재를 재개했으며, 2017년 4월 30일에 종료하였다.
2016년 8월 25일 일본 전국의 "프린세스 카페"에서 기간 한정으로 본 작품과의 콜라보 이밴트가 개최되어, 오전중에 번호표 배부가 종료될 정도로 성황리에 진행되었다.
2017년 10월 10일부터 《팝 팀 에픽 시즌 3》(ポプテピピック シーズン3 포푸테피핏쿠 시즌 3[*])의 연재가 시작되었다.

망가라이프WIN, 애니메이션 공식 사이트의 줄거리에는 아래의 명언이 기재되어있다.
암흑은 없고, 무지가 있을 뿐.— 윌리엄 셰익스피어

## 등장인물

### 본편 등장인물
포푸코 (ポプ子) 
성우 - 하단 참조
14살 여자아이. 두 사람 중 키가 작은 쪽으로, 금발을 양갈래로 묶은 것이 특징이다. 코가 있다. 입이 험하고 남을 놀리는 걸 좋아하지만, 자신이 놀림받으면 쉽게 화를 낸다. 본인이 말하기를 "희망 성우는 에바라 마사시".
피피미 (ピピ美) 
성우 - 하단 참조
14살 여자아이. 두 사람 중 키가 큰 쪽으로, 파란 머리(라인 스탬프에서는 흑발)를 허리까지 기른 것이 특징이다. 턱이 길어서 목이 없는 것처럼 보인다. 코가 없다. 언동이 어째선지 멋진 경우가 많지만 포푸코에게는 부드럽다. 본인이 말하기를 "희망 성우는 오츠카 호츄".

## TV 애니메이션
2017년 4월 1일 만우절 농담으로 《팝 팀 에픽 세컨드 시즌》에 사용된 《☆색 걸 드롭》의 애니메이션화가 발표되었으나, 그 다음날 4월 2일에 이것이 본 작품의 애니메이션화라는 것이 발표되었다.
당초에는 2017년에 10월부터 방송 예정이라고 발표되었으나, "킹레코드의 착각"이라고 2018년 1월으로 방영이 3개월가량 연기됨이 발표되었다. 2022년부터 제2기 방영이 결정되었다.
애니메이션 제작을 담당하는 신풍동화에게는, 본 작품이 첫 TV 애니메이션 하청 작품이 된다.
캐치카피는 "아무리 발버둥쳐도, 쓰레기"(どうあがいても、クソ).

### 포푸코와 피피미의 성우
| 에피소드            | 포푸코        | 피피미            | 참고                                                       |
| ------------------- | ------------- | ----------------- | ---------------------------------------------------------- |
| 사전발표・선행영상  | 코마츠 미카코 | 우에사카 스미레   |                                                            |
| 제 1화 A파트 본편   | 에바라 마사시 | 오츠카 호츄       | 원작 만화에서 (드립성으로) 배정 부탁한 성우.               |
| 제 1화 A파트 엔딩곡 | 아카바네 켄지 | 타케우치 슌스케   | 『아이돌 마스터 시리즈』의 애니메이션에서 프로듀서를 담당. |
| 제 1화 B파트 본편   | 미츠야 유지   | 히다카 노리코     | 『터치』의 주인공과 히로인을 담당.                         |
| 제 1화 B파트 엔딩곡 | 마키노 유이   | 와타나베 유이     | 『프리파라』의 같은 팀 멤버를 담당.                        |
| JAPON MiGNON        | Fanny Bloc    | Christine Bellier |                                                            |
| 보부네미밋미        | 板倉俊介      | 安達亨            | 제작한 AC부의 멤버가 목소리를 담당.                        |